# Eunice Eisden
Eunice M.D. Eisden (22 september 1961)) is een Curaçaos politica. Van 23 december 2016 tot 13 april 2017 was zij de gevolmachtigd minister van Curaçao. Ze volgde Marvelyne Wiels op, die de functie van 2013 tot 2016 vervulde. Voordat Eisden gevolmachtigd minister werd, was zij enkele jaren lid van de Staten van Curaçao voor de Partido MAN, zij was ook lijsttrekker van deze partij. Tevens was ze sectordirecteur bij het ministerie van Onderwijs.
Op 29 mei 2017 werd zij aangesteld als plaatsvervangend gevolmachtigd minister van Curaçao in het kabinet-Eugene Rhuggenaath.